# Polyptychus sinus
Polyptychus sinus là một loài bướm đêm thuộc họ Sphingidae. Nó được tìm thấy ở Gabon.